# هايدن برايس
هايدن برايس (بالإنجليزية: Haydn Price)‏ (1883 في المملكة المتحدة - 7 مارس 1964 في المملكة المتحدة) هو مدرب كرة قدم ولاعب كرة قدم بريطاني (وحمل سابقاً جنسية المملكة المتحدة لبريطانيا العظمى وأيرلندا) في مركز نصف الجناح. شارك مع منتخب ويلز لكرة القدم. أما مع النوادي، فقد لعب مع أستون فيلا وتوتنهام هوتسبير وشروزبري تاون ونادي ريكسهام ونادي والسول وAberdare Athletic F.C. ‏ ونادي ليدز ‏ وBurton United F.C. ‏.

## وصلات خارجية
- هايدن برايس على موقع Soccerbase.com (مدرب) (الإنجليزية)